# Dodo (canción)
Dodo o Dodo/Lurker es una canción del grupo británico Genesis recogida en su álbum Abacab, de 1981. Musicalmente es una de las canciones más progresivas del álbum, y se encuentra dividida en dos partes: la primera es Dodo en sí misma y la segunda es Lurker, aunque no se encuentra una división en la canción, como por ejemplo es el caso de "Home by the Sea" y "Second Home by the Sea" de 1983.
El segmento "Dodo" explora la relación del hombre con la naturaleza y los animales, y se refiere a la matanza de animales para el engrandecimiento humano y de las industrias y a la inevitable extinción de las especies, descritas con palabras al azar como 
Caretaker, horror movie (Cuidador, de terror)

Big noise, black smoke (Gran ruido, humo negro)

Fish he got a hook in his throat, fish he got problems (El pez, tiene un anzuelo en la garganta, el pez tiene problemas)

Un dodo es una especie de ave no voladora que se extinguió hace cientos de años.

En la segunda parte de la canción, las letras representan un acertijo. Durante muchos años desconcertó a los seguidores del grupo y nunca hubo una respuesta clara sobre su significado. La letra dice lo siguiente:
Meanwhile, lurking by a stone in the mud, (Mientras tanto, al acecho como una piedra en el fango)

two eyes looked to see what I was. Then, (dos ojos miraron para ver que era yo. Luego,)

something spoke and this is what it said to me: (algo habló y esto es lo que me dijo:)

Clothes of brass and hair of brown (Ropas de bronce y cabello marrón)

Seldom need to breathe (Rara vez necesita respirar)

Don't need no wings to fly (No necesita alas para volar)

Ooh and a heart of stone (Ooh y un corazón de piedra)

And a fear of fire and water (Y miedo al fuego y al agua)

...who am I? (...¿Quién soy Yo?)

La respuesta a este acertijo encaja con la de un submarino, una prueba de ello es que un submarino yace en la música. Los títulos en estudio de las canciones "Dodo" y "Lurker" eran German I y II (Alemán I y II). Como en los submarinos alemanes, porque la música en sí misma no tiene un sonido alemán. Si se escuchan atentamente las canciones "Dodo", "Lurker" y "Submarine", lo primero que se nota es que Lurker tiene la misma línea de batería y finaliza de la misma forma que comienza "Submarine". Como las suites de música en A Trick of the Tail, Wind & Wuthering o Duke, este es otro caso en el que Genesis divide una canción más larga en partes separadas. Tomense las siguientes referencias en las letras de la canción:
- Ropas de bronce: El bronce es muy utilizado en los submarinos y en el mundo náutico en general por su resistencia a la corrosión.
- y cabello marrón: Cuando un submarino sale a la superficie, tienen toda clases de algas marinas sobre la cubierta dándole un color marrón.
- Rara vez necesita respirar: Los submarinos llevan su propio suministro de aire, y no necesitan salir seguido a la superficie.
- No necesita alas para volar: Por supuesto que no, es un submarino, no un avión. Navega por el océano.
- Ooh Y un corazón de piedra: Uranio, la piedra que da energía en el centro de un reactor de un submarino nuclear.
- Y miedo al fuego y al agua: Las dos cosas más peligrosas que le pueden ocurrir a un submarino. El agua significa una avería en el casco y la pérdida de presión. El fuego significa que todo el oxígeno a bordo se consume.

- Datos: Q5812322